# Giuseppe Mazzotti Manifattura Ceramiche

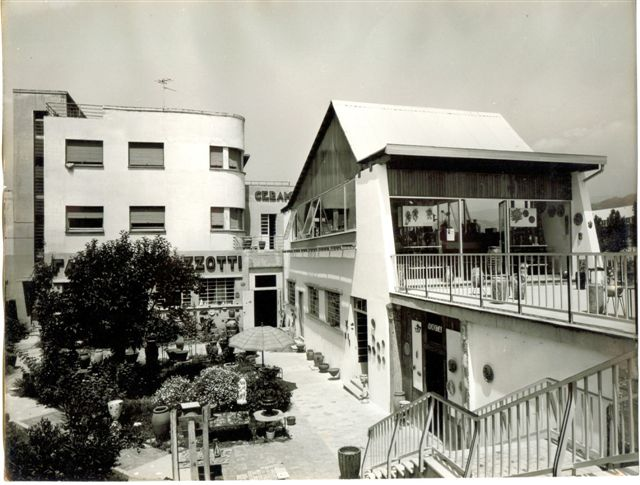
La Manifattura Mazzotti nel 1965

La Giuseppe Mazzotti Manifattura Ceramiche è una manifattura di ceramica con sede a Albissola Marina, in provincia di Savona in Liguria.

## Storia
Fu fondata nel 1903 da Giuseppe Bausin Mazzotti nei locali nell'antico borgo di Pozzo Garitta (Pozzo da Geita) in Albissola Marina dove iniziò in proprio l'attività ceramica.
Alla morte del fondatore avvenuta nel 1944 gli succedono i figli Torido, Tullio e Vittoria.
Nel 1959 i fratelli Mazzotti separano le loro strade, con la conseguenza che l’azienda del padre Giuseppe Bausin viene a cessare. 
Torido prosegue la propria attività artigiana mantenendo (come da accordi) la titolarità del nome Giuseppe Mazzotti e il diritto alla produzione originale dei calchi e dei modelli della fabbrica del padre Giuseppe Bausin Mazzotti. 
Nel 1982 Tullio Mazzotti, figlio di Giuseppe Bepi Mazzotti e nipote di Torido, inizia la sua collaborazione nella azienda di famiglia. 
Nel 1989 Giuseppe Bepi Mazzotti diventa unico titolare a seguito della morte del padre Torido avvenuta l’anno prima..
Nel 2005 a sua volta lascia l’attività al figlio Tullio che continua l’attività ceramica delle gloriosa Giuseppe Mazzotti in Albisola.
Oggi la manifattura realizza maioliche negli stili della tradizione albisolese; continua la produzione delle edizioni futuriste realizzate negli Anni Trenta; affianca una ricercata produzione di design collaborando con artisti e designer che si avvalgono della preziosa capacità tecniche della manifattura.
In Albisola la produzione della ceramica nasce nel XV secolo sviluppandosi in stili pittorici principalmente di cromatica azzurra su sfondo bianco.
Albisola che nel corso dell’Ottocento visse producendo pentole in terracotta, che i ceramisti mettevano a asciugare sulla spiaggia battuta dalla tramontana, si trasformò nel corso del Novecento. Divenne la capitale mondiale dell’arte ceramica e il 10 agosto 1963 inaugurò il Lungomare degli artisti, opera sintesi del Novecento artistico, unica e straordinaria striscia calpestabile lunga 800 metri che separa la spiaggia dalla case affacciate sul mare con un ininterrotto mosaico disegnato da artisti quali Lucio Fontana, solo per citarne uno.
Nel corso del Novecento sulle rive del Sasobbia, torrente locale che scende dal pendici del monte Beigua, due accadimenti straordinari, alchemici e potenti modificarono l’arte ceramica mondiale: l’arrivo del Movimento Futurista guidato da Filippo Tommaso Marinetti e gli Incontri Internazionale della Ceramica del 1954.
Entrambi gli accadimenti si svolsero fra i muri delle fornaci Mazzotti.
Il primo promosso da mio prozio Tullio d’Albisola.
Il secondo ideato da Sergio Dangelo e Enrico Baj, fondatori del Movimento Nucleare. Dangelo arrivò in Albisola a bordo di una Fiat 500 Topolino guidata da Aligi Sassu l’anno prima.
Aligi Sassu fu poi Assessore alla Cultura nella giunta guidata dal sindaco Giuseppe Ciarlo e promotore della costruzione del Lungomare degli artisti.
Negli Anni trenta il Futurismo svincolò la ceramica dalla produzione tradizionale inserendo forme strampalate, libere, violente nei volumi e nella cromatica.
Affermò un anticipo antesignano del design, facendo progettare le ceramiche, dagli esponenti del movimento artistico, che ceramisti non erano.
Ma ideatori e idealisti si. Fu un passaggio epocale.
Negli Anni Cinquanta, precisamente nel 1954, “Gli Incontri Internazionali della Ceramica” fecero fare un altro scatto in avanti alla storia dell’arte ceramica. Gli esponenti del Gruppo Co.Br.A. Copenaghen Bruxelles Amsterdam, invitati alla manifattura Mazzotti per quella kermesse ideata da Dangelo e Baj, svincolarono la materia ceramica dal concetto di arte applicata, utilizzandola non più come elemento per realizzare manufatti riproducibili in serie, ma per creare opere uniche e irripetibili.
Tutto ciò avvenne perché ci furono artigiani capaci di fare il proprio lavoro, di guardare avanti, di essere imprenditori lungimiranti.
Da non dimenticare il profondo legame con gli artisti che hanno frequentato la manifattura quali (solo per citarne alcuni): Lucio Fontana, Aligi Sassu, Ernesto Treccani, Milena Milani, Ignazio Moncada, Mimmo Rotella, Aurelio Caminati, Sandro Cherchi, Hsiao Chin, Emanuele Luzzati, Giancarlo Sangregorio, Luigi Veronesi, Asgar Elde, Giorgio Moiso, Gianni Celano Giannici, Roger Selden, Ugo Nespolo, Adriano Leverone, Giorgio Laveri, Alfredo Sosabravo, Sandro Lorenzini, Hugo Shaer, Guido Giordano, Franco Corradini, Felice Vellan e tanti altri che diventa impossibile enunciarli tutti sino ai più recenti giovani come Alessandro Neretti, Alessandro Roma e Arianna Carossa.
Da ricordare anche la collaborazione con designer italiani e internazionali a partire nel 1992 da Alessandro Mendini per Memphis, proseguendo nel 2012 per The Gallery di Bruxelles con Damine Bihr, Alain Berteau, Nicolas Bovesse, Jean-Francois D’Or, Nathalie Dewez, Christian Hogner, Hugo Meert e, per altre iniziative, con Ambrogio Pozzi, Luca Scacchetti, Ugo La Pietra, Rolando Giovannini, Giulio Iacchetti, Gum Design, Maria Christina Hamel, Alberto Podestà e altri autori.

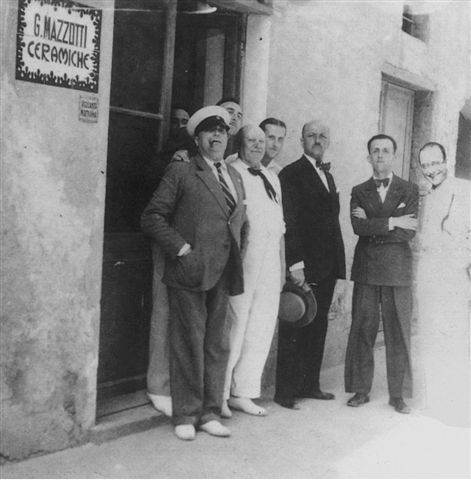
Un gruppo di futuristi davanti a una dépendance della Manifattura alla fine degli Anni Venti, si notano tra gli altri: Osvaldo Tommasini (Farfa), Torido

## Altre immagini

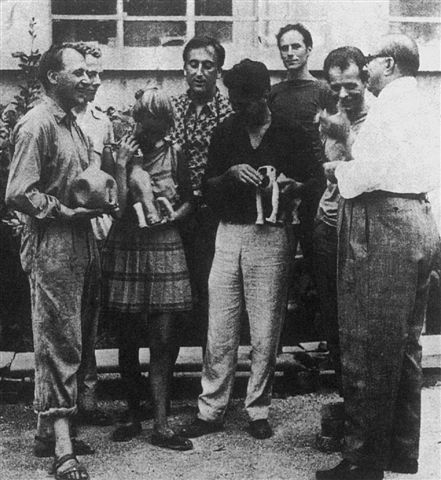
Edouard Simome Jaguer, Jorn, Dendal, Baj, Corneille, Fabbri, Tullio nella Manifattura Giuseppe Mazzotti nel 1954
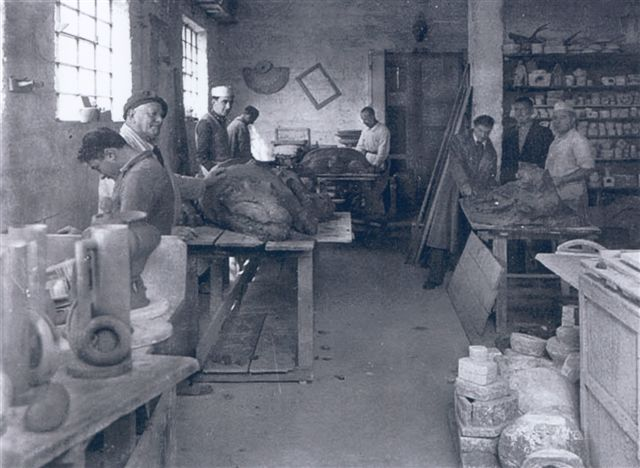
Il grande Coccodrillo di Lucio Fontana durante la lavorazione nel 1935, si notano tra gli altri : Giuseppe Bausin Mazzotti, Lucio Fontana e Eliseo Salino
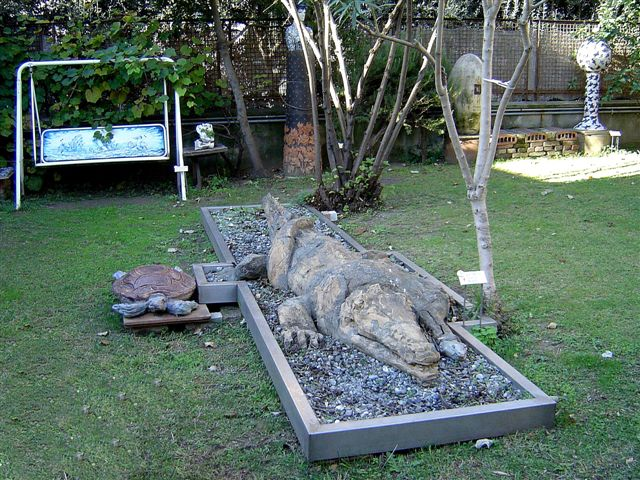
Il grande Coccodrillo di Lucio Fontana collocato nel Giardino Museo